# Coëx
Coëx es una población y comuna francesa, en la región de Países del Loira, departamento de Vendée, en el distrito de Les Sables-d'Olonne y cantón de Saint-Gilles-Croix-de-Vie.

## Demografía
Según el último censo, del año 2021, la población era de 3419 habitantes.
| 1916 | 2005 | 2193 | 2239 | 2283 | 2418 | 2827 | 3074 | 3186 | 3419 |
| Para los censos de 1962 a 1999 la población legal corresponde a la población sin duplicidades (Fuente: INSEE [Consultar]) |      |      |      |      |      |      |      |      |      |

## Puntos de interés
- Jardin Botanique des Olfacties